# Mary, Queen of Scots (soundtrack)
Mary, Queen of Scots is de originele soundtrack, gecomponeerd en gedirigeerd door John Barry voor de film Mary, Queen of Scots uit 1971 van Charles Jarrott. Het album werd uitgebracht in 1971 door Decca Records en MCA Records.

## Achtergrond
Barry liet zijn partituur uitvoeren door koperblazers, strijkers, stemmen en zelfs doedelzakken om het tijdperk levendig en krachtig tot leven te brengen. De muziek werd opgenomen in de CTS Studios in Londen. Hoofdrolspeelster Vanessa Redgrave zong in de muziek bij track 2 en 13.
In 2008 bracht Intrada Records het album uit op cd in een gelimiteerde oplage. In 2022 bracht Quartet Records het album uit in een uitgebreid editie met 53 tracks, met de volledige filmmuziek, bronmuziek en het soundtrackalbum uit 1971. Het album werd uitgebracht in een gelimiteerde oplage van 3000 exemplaren.

## Tracklijst
Alle muziek en teksten zijn geschreven door John Barry. 
| 1.                 | Mary's Theme                                 | 2:30 |
| 2.                 | Vivre Et Mourir – Vanessa Redgrave           | 2:31 |
| 3.                 | But Not Through My Realm                     | 2:30 |
| 4.                 | Journey To Scotland                          | 1:41 |
| 5.                 | Black Night                                  | 2:33 |
| 6.                 | Escape With Bothwell                         | 2:15 |
| 7.                 | Mary's Theme                                 | 1:20 |
| 8.                 | Journey To England                           | 2:25 |
| 9.                 | Death At Kirk O'Fields                       | 1:45 |
| 10.                | March To The Castle                          | 1:52 |
| 11.                | Mary At Chartley                             | 1:30 |
| 12.                | The Execution                                | 1:55 |
| 13.                | Vivre Et Mourir (Reprise) – Vanessa Redgrave | 1:44 |
| 14.                | Mary's Theme (Reprise)                       | 1:14 |
| Totale duur: 28:13 |                                              |      |

## Prijzen en nominaties
| Jaar | Prijs                 | Categorie        | Genomineerde(n) | Uitslag     |
| ---- | --------------------- | ---------------- | --------------- | ----------- |
| 1971 | Academy Award (Oscar) | Beste filmmuziek | John Barry      | Genomineerd |
| 1971 | Golden Globe          | Beste filmmuziek | John Barry      | Genomineerd |